# 埃斯拉·耶尔德兹
埃斯拉·耶爾德茲·卡拉曼（土耳其語：Esra Yildiz Kahraman，1997年7月4日—）生於内夫謝希爾，是一名土耳其女子拳擊運動員。

## 早年生涯
她于2010年开始在家乡当地的拳击俱乐部练习拳击，2012年全国锦标赛夺冠后加入国家队，同年首次参加国际比赛。2015年从Altınyıldız学院毕业后，她进入內夫謝希爾大學修读体育专业，直至2019年毕业为止。

## 拳擊生涯
2024年代表土耳其出戰夏季奧林匹克運動會女子羽量級拳擊比賽，以0比5敗於代表中華臺北的林郁婷，止步四強獲得銅牌，賽後以食指比出Ｘ手勢引起爭議。

## 外部連結
- 埃斯拉·耶尔德兹的Instagram帳戶
- 埃斯拉·耶尔德兹在Olympedia的个人资料和比赛数据